# Kadiatou Touré
Kadiatou Touré (Markala, 18 gennaio 1983) è un'ex cestista maliana.

## Carriera
Con il Mali ha disputato i Giochi olimpici di Pechino 2008, i Campionati mondiali del 2010 e tre edizioni dei Campionati africani (2005, 2007, 2009).